# Nové Dvory metróállomás
Nové Dvory egy tervezett metróállomás az építés alatt lévő prágai D metróvonalon. Az állomás építkezése 2023 szeptemberében fog megkezdődni és 2029-ben tervezik átadni. Harminchárom méter mélyen fog elhelyezkedni, két kijárattal fog rendelkezni.

## Szomszédos állomások
A metróállomáshoz az alábbi állomások vannak a legközelebb:
- Nemocnice Krč (Náměstí Míru)
- Libuš (Depo Písnice)

## Átszállási kapcsolatok
| D (Náměstí Míru ↔ Depo Písnice) |                         |                         |
| Állomás                         | Átszállási kapcsolatok  | Fontosabb létesítmények |
| Nové Dvory                      | 197, 215, 904, 913      | Aquamarin uszoda        |
| Tempo                           | 113, 189, 215, 233, 904 |                         |